# Acushnet Center
Acushnet Center statisztikai település az USA Massachusetts államában, Bristol megyében. Lakosainak száma 3030 fő (2020. április 1.).

## Népesség
A település népességének változása:

| 2010 | 3 073 |
| 2020 | 3 030 |